# Équipe d'Espagne de Fed Cup
L'équipe d'Espagne de Fed Cup est l’équipe qui représente l’Espagne lors de la compétition de tennis féminin par équipe nationale appelée Fed Cup (ou « Coupe de la Fédération » entre 1963 et 1994).
Elle est constituée d'une sélection des meilleures joueuses de tennis espagnoles du moment sous l’égide de la Fédération espagnole de tennis.

## Résultats par année

### 1972 - 1979
- 1972 (5 tours, 31 équipes) : pour sa première participation, l’Espagne s'incline au 1er tour contre l’Italie.
- 1973 (5 tours, 30 équipes) : après une victoire au 1er tour contre le Canada, l’Espagne s'incline au 2e tour contre l’Allemagne de l'Ouest.
- 1974 (5 tours, 29 équipes) : après une victoire au 1er tour contre la Nouvelle-Zélande, l’Espagne s'incline au 2e tour contre l’Allemagne de l'Ouest.
- 1975 (5 tours, 31 équipes) : après une victoire au 1er tour par forfait de la Rhodésie, l’Espagne s'incline au 2e tour contre la Grande-Bretagne.
- 1976 (5 tours, 32 équipes) : l’Espagne s'incline au 1er tour contre le Danemark.
- 1977 (5 tours, 32 équipes) : l’Espagne s'incline au 1er tour contre l’Allemagne de l'Ouest.
- 1978 (5 tours, 32 équipes) : l’Espagne s'incline au 1er tour contre la Grande-Bretagne.
- 1979 (5 tours, 32 équipes) : l’Espagne s'incline au 1er tour contre la Yougoslavie.

### 1980 - 1989
- 1980 (5 tours, 32 équipes) : après une victoire au 1er tour contre le Luxembourg, l’Espagne s'incline au 2e tour contre l’Allemagne de l'Ouest.
- 1981 (5 tours, 32 équipes) : après une victoire au 1er tour contre le Mexique, l’Espagne s'incline au 2e tour contre les États-Unis.
- 1982 (5 tours, 32 équipes) : l’Espagne s'incline au 1er tour contre l’URSS.
- 1983 (qualifications + 5 tours, 39 équipes) : l’Espagne s'incline au 1er tour contre l’Allemagne de l'Ouest.
- 1984 (qualifications + 5 tours, 36 équipes) : l’Espagne s'incline au 1er tour contre l’Autriche.
- 1985 (qualifications + 5 tours, 38 équipes) : après une victoire au 1er tour contre  Hong Kong, l’Espagne s'incline au 2e tour contre l’Australie.
- 1986 (qualifications + 5 tours, 42 équipes) : après une victoire au 1er tour contre l’Indonésie, l’Espagne s'incline au 2e tour contre les États-Unis.
- 1987 (qualifications + 5 tours, 42 équipes) : après une victoire au 1er tour contre la Jamaïque, l’Espagne s'incline au 2e tour contre l’Australie.
- 1988 (qualifications + 5 tours, 36 équipes) : après une victoire au 1er tour contre les Pays-Bas et l’Indonésie au 2e tour, l’Espagne s'incline en 1/4 de finale contre l’URSS.
- 1989 (qualifications + 5 tours, 40 équipes) : après une victoire au 1er tour contre la France, les Pays-Bas au 2e tour, l’URSS en 1/4 de finale et l’Australie en 1/2 finale, l’Espagne s'incline en finale contre les États-Unis.

| États-Unis - Espagne - 3 : 0 |                           |                                   |               |
| 1                            | Chris Evert               | Conchita Martínez                 | 6-3, 6-2      |
| 1                            | Martina Navrátilová       | Arantxa Sánchez                   | 0-6, 6-3, 6-4 |
| 1                            | Zina Garrison Pam Shriver | Conchita Martínez Arantxa Sánchez | 7-5, 6-1      |

### 1990 - 1999
- 1990 (qualifications + 5 tours, 44 équipes) : après une victoire au 1er tour contre le Canada,  Israël au 2e tour et la France en 1/4 de finale, l’Espagne s'incline en 1/2 finale contre l’URSS.
- 1991 (qualifications + 5 tours + barrages, 56 équipes) : après une victoire au 1er tour contre la Belgique, l’Australie au 2e tour, l’Indonésie en 1/4 de finale et l’Allemagne en 1/2 finale, l’Espagne l’emporte en finale contre les États-Unis.

| Espagne - États-Unis - 2 : 1 |                                   |                              |                |
| 1                            | Conchita Martínez                 | Jennifer Capriati            | 6-4, 6-73, 1-6 |
| 1                            | Arantxa Sánchez                   | Mary Joe Fernández           | 6-3, 6-4       |
| 1                            | Conchita Martínez Arantxa Sánchez | Gigi Fernández Zina Garrison | 3-6, 6-1, 6-1  |

- 1992 (5 tours + barrages, 32 équipes) : après une victoire au 1er tour contre la Belgique, le Canada au 2e tour, l’Argentine en 1/4 de finale et l’Australie en 1/2 finale, l’Espagne s'incline en finale contre l’Allemagne.

| Allemagne - Espagne - 2 : 1 |                            |                                   |                |
| 1                           | Anke Huber                 | Conchita Martínez                 | 6-3, 6-70, 6-1 |
| 1                           | Steffi Graf                | Arantxa Sánchez                   | 6-4, 6-2       |
| 1                           | Anke Huber Barbara Rittner | Conchita Martínez Arantxa Sánchez | 1-6, 2-6       |

- 1993 (5 tours + barrages, 32 équipes) : après une victoire au 1er tour contre la Grande-Bretagne, l’Indonésie au 2e tour, les Pays-Bas en 1/4 de finale et la France en 1/2 finale, l’Espagne l’emporte en finale contre l’Australie.

| Espagne - Australie - 3 : 0 |                                   |                                |               |
| 1                           | Conchita Martínez                 | Michelle Jaggard               | 6-0, 6-2      |
| 1                           | Arantxa Sánchez                   | Nicole Provis                  | 6-2, 6-3      |
| 1                           | Conchita Martínez Arantxa Sánchez | Elizabeth Smylie Rennae Stubbs | 3-6, 6-1, 6-3 |

- 1994 (5 tours, 32 équipes) : après une victoire au 1er tour contre le Chili, l’Argentine au 2e tour, le Japon en 1/4 de finale et l’Allemagne en 1/2 finale, l’Espagne l’emporte en finale contre les États-Unis.

| Espagne - États-Unis - 3 : 0 |                                   |                                   |          |
| 1                            | Conchita Martínez                 | Mary Joe Fernández                | 6-2, 6-2 |
| 1                            | Arantxa Sánchez                   | Lindsay Davenport                 | 6-2, 6-1 |
| 1                            | Conchita Martínez Arantxa Sánchez | Gigi Fernández Mary Joe Fernández | 6-3, 6-4 |

La compétition change de format à compter de 1995 : la Coupe de la Fédération devient Fed Cup.
- 1995 (3 tours, 8 équipes + groupe mondial II, play-offs I et II) : après une victoire en 1/4 de finale du groupe mondial contre la Bulgarie et l’Allemagne en 1/2 finale, l’Espagne l’emporte en finale contre les États-Unis.

| Espagne - États-Unis - 3 : 2 Valencia T.C., Valence, Espagne 25 - 26 novembre, Terre (ext.) |                              |                                  |               |
| 1                                                                                           | Conchita Martínez            | Chanda Rubin                     | 7-5, 7-63     |
| 1                                                                                           | Arantxa Sánchez              | Mary Joe Fernández               | 6-3, 6-2      |
| 1                                                                                           | Conchita Martínez            | Mary Joe Fernández               | 6-3, 6-4      |
| 1                                                                                           | Arantxa Sánchez              | Chanda Rubin                     | 6-1, 4-6, 4-6 |
| 1                                                                                           | Virginia Ruano M. A. Sánchez | Lindsay Davenport Gigi Fernández | 3-6, 6-73     |

- 1996 (3 tours, 8 équipes + groupe mondial II, play-offs I et II) : après une victoire en 1/4 de finale du groupe mondial contre l’Afrique du Sud et la France en 1/2 finale, l’Espagne s'incline en finale contre les États-Unis.

| États-Unis - Espagne - 5 : 0 Convention Centre, Atlantic City, États-Unis 28 - 29 septembre, Moquette (int.) |                               |                                 |               |
| 1 | Monica Seles                  | Conchita Martínez               | 6-2, 6-4      |
| 1 | Lindsay Davenport             | Arantxa Sánchez                 | 7-5, 6-1      |
| 1 | Monica Seles                  | Arantxa Sánchez                 | 3-6, 6-3, 6-1 |
| 1 | Lindsay Davenport             | Gala León García                | 7-5, 6-2      |
| 1 | Mary Joe Fernández Linda Wild | Gala León García Virginia Ruano | 6-1, 6-4      |

- 1997 (3 tours, 8 équipes + groupe mondial II, play-offs I et II) : après une défaite en 1/4 de finale du groupe mondial contre la Belgique, l’Espagne l’emporte en play-offs I contre l’Australie.
- 1998 (3 tours, 8 équipes + groupe mondial II, play-offs I et II) : après une victoire en 1/4 de finale du groupe mondial contre l’Allemagne et les États-Unis en 1/2 finale, l’Espagne l’emporte en finale contre la Suisse.

| Suisse - Espagne - 2 : 3 Palexpo Hall, Genève, Suisse 19 - 20 septembre, Dur (int.) |                               |                                   |               |
| 1                                                                                   | Patty Schnyder                | Arantxa Sánchez                   | 2-6, 6-3, 2-6 |
| 1                                                                                   | Martina Hingis                | Conchita Martínez                 | 6-4, 6-4      |
| 1                                                                                   | Martina Hingis                | Arantxa Sánchez                   | 7-65, 6-3     |
| 1                                                                                   | Patty Schnyder                | Conchita Martínez                 | 3-6, 6-2, 7-9 |
| 1                                                                                   | Martina Hingis Patty Schnyder | Conchita Martínez Arantxa Sánchez | 0-6, 2-6      |

- 1999 (3 tours, 8 équipes + groupe mondial II, round robin play-offs) : l’Espagne s'incline en 1/4 de finale du groupe mondial contre l’Italie.

### 2000 - 2009
- 2000 (round robin + 2 tours, 13 équipes) : après la qualification en round robin, l’Espagne l’emporte en 1/2 finale du groupe mondial contre la République tchèque.

| République tchèque - Espagne - 1 : 2 Las Vegas, États-Unis 21 - 21 novembre, Moquette (int.) |                                |                            |                 |
| 1                                                                                            | Dája Bedáňová                  | Arantxa Sánchez            | 7-5, 4-6, 3-6   |
| 1                                                                                            | Květa Hrdličková               | Conchita Martínez          | 6-73, 7-62, 4-6 |
| 1                                                                                            | Dája Bedáňová Květa Hrdličková | Virginia Ruano Magüi Serna | 1-6, 6-3, 7-65  |

- 2001 (2 tours + round robin + finale, 16 équipes + play-offs) : l’Espagne échoue dans sa qualification en round robin du groupe mondial.
- 2002 (4 tours, 16 équipes + play-offs) : après une victoire au 1er tour du groupe mondial contre la Hongrie, l’Allemagne en 1/4 de finale et l’Autriche en 1/2 finale, l’Espagne s'incline en finale contre la Slovaquie.

| Espagne - Slovaquie - 1 : 3 Palacio de Congresos de Maspalomas, Grande Canarie, Espagne 02 - 03 novembre, Dur (int.) |                            |                                     |                |
| 1 | Conchita Martínez          | Janette Husárová                    | 6-4, 7-66      |
| 1 | Magüi Serna                | Daniela Hantuchová                  | 2-6, 1-6       |
| 1 | Conchita Martínez          | Daniela Hantuchová                  | 7-68, 5-7, 4-6 |
| 1 | Arantxa Sánchez            | Janette Husárová                    | 0-6, 2-6       |
| 1 | Virginia Ruano Magüi Serna | Daniela Hantuchová Janette Husárová | Non joué       |

- 2003 (4 tours, 16 équipes + play-offs) : après une victoire au 1er tour du groupe mondial contre l’Australie, l’Espagne s'incline en 1/4 de finale contre la France.
- 2004 (4 tours, 16 équipes + play-offs) : après une victoire au 1er tour du groupe mondial contre la Suisse et la Belgique en 1/4 de finale, l’Espagne s'incline en 1/2 finale contre la France.
- 2005 (3 tours, 8 équipes + groupe mondial II, play-offs I et II) : après une victoire en 1/4 de finale du groupe mondial contre l’Argentine, l’Espagne s'incline en 1/2 finale contre la France.
- 2006 (3 tours, 8 équipes + groupe mondial II, play-offs I et II) : après une victoire en 1/4 de finale du groupe mondial contre l’Autriche, l’Espagne s'incline en 1/2 finale contre l’Italie.
- 2007 (3 tours, 8 équipes + groupe mondial II, play-offs I et II) : après une défaite en 1/4 de finale du groupe mondial contre la Russie, l’Espagne l’emporte en play-offs I contre la République tchèque.
- 2008 (3 tours, 8 équipes + groupe mondial II, play-offs I et II) : après une victoire en 1/4 de finale du groupe mondial contre l’Italie et la Chine en 1/2 finale, l’Espagne s'incline en finale contre la Russie.

| Espagne - Russie - 0 : 4 Club de Campo - Villa de Madrid, Madrid, Espagne 13 - 14 septembre, Terre (ext.) |                                       |                                  |               |
| 1 | Anabel Medina                         | Vera Zvonareva                   | 3-6, 4-6      |
| 1 | Carla Suárez Navarro                  | Svetlana Kuznetsova              | 3-6, 1-6      |
| 1 | Anabel Medina                         | Svetlana Kuznetsova              | 7-5, 3-6, 4-6 |
| 1 |                                       | Non joué                         |               |
| 1 | Nuria Llagostera Carla Suárez Navarro | Ekaterina Makarova Elena Vesnina | 2-6, 1-6      |

- 2009 (3 tours, 8 équipes + groupe mondial II, play-offs I et II) : après une défaite en 1/4 de finale du groupe mondial contre la République tchèque, l’Espagne s'incline en play-offs I contre la Serbie.

### 2010 - 2015
- 2010 (3 tours, 8 équipes + groupe mondial II, play-offs I et II) : après une défaite en groupe mondial II contre l’Australie, l’Espagne l’emporte en play-offs II contre la Pologne.
- 2011 (3 tours, 8 équipes + groupe mondial II, play-offs I et II) : après une victoire en groupe mondial II contre l’Estonie, l’Espagne l’emporte en play-offs I contre la France.
- 2012 (3 tours, 8 équipes + groupe mondial II, play-offs I et II) : après une défaite au 1er tour du groupe mondial contre la Russie, l’Espagne s'incline en play-offs I contre la Slovaquie.
- 2013 (3 tours, 8 équipes + groupe mondial II, play-offs I et II) : après une victoire en groupe mondial II contre l’Ukraine, l’Espagne l’emporte en play-offs I contre le Japon.
- 2014 (3 tours, 8 équipes + groupe mondial II, play-offs I et II) : après une défaite au 1er tour du groupe mondial contre la République tchèque, l’Espagne s'incline en play-offs I contre la Pologne.
- 2015 (3 tours, 8 équipes + groupe mondial II, play-offs I et II) : après une défaite en groupe mondial II contre la Roumanie, l’Espagne l’emporte en play-offs II contre l’Argentine.

## Bilan de l'équipe
Résultats des confrontations entre l’Espagne et ses adversaires les plus fréquents (3 rencontres minimum dans les groupes mondiaux).
| #  | Adversaires        | Rencontres | Victoires | Défaites | % victoires |
| -- | ------------------ | ---------- | --------- | -------- | ----------- |
| 1  | Australie          | 10         | 7         | 3        | 70 %        |
| 2  | États-Unis         | 9          | 4         | 5        | 44 %        |
| 3  | Allemagne          | 8          | 7         | 1        | 88 %        |
| 4  | France             | 8          | 5         | 3        | 63 %        |
| 5  | Belgique           | 5          | 3         | 2        | 60 %        |
| 6  | Italie             | 5          | 2         | 3        | 40 %        |
| 7  | Allemagne          | 5          | 0         | 5        | 0 %         |
| 8  | Argentine          | 4          | 4         | 0        | 100 %       |
| 9  | Indonésie          | 4          | 4         | 0        | 100 %       |
| 10 | République tchèque | 4          | 2         | 2        | 50 %        |
| 11 | URSS               | 4          | 1         | 3        | 25 %        |
| 12 | Canada             | 3          | 3         | 0        | 100 %       |
| 13 | Pays-Bas           | 3          | 3         | 0        | 100 %       |
| 14 | Autriche           | 3          | 2         | 1        | 67 %        |
| 15 | Grande-Bretagne    | 3          | 1         | 2        | 33 %        |
| 16 | URSS               | 3          | 0         | 3        | 0 %         |

## Bilan des joueuses les plus sélectionnées
Ce bilan est calculé sur la base des rencontres officielles des groupes mondiaux et barrages I et II. Les rencontres des tableaux dits de « consolation » et celles par « zones géographiques » ne sont pas prises en compte. Les joueuses comptant moins de 5 sélections ne sont pas reprises dans le tableau.
| #  | Joueuses                          | De   | à    | Sélections | Matchs | Victoires | Défaites | % victoires |
| -- | --------------------------------- | ---- | ---- | ---------- | ------ | --------- | -------- | ----------- |
| 1  | Ana Almansa                       | 1982 | 1986 | 7          | 11     | 2         | 9        | 18 %        |
| 2  | Anabel Medina Garrigues           | 2003 | 2015 | 20         | 34     | 18        | 16       | 53 %        |
| 3  | Arantxa Sánchez Vicario           | 1986 | 2002 | 58         | 100    | 72        | 28       | 72 %        |
| 4  | Carla Suárez Navarro              | 2008 | 2014 | 10         | 19     | 9         | 10       | 47 %        |
| 5  | Carmen Coronado                   | 1972 | 1977 | 5          | 7      | 2         | 5        | 29 %        |
| 6  | Carmen Perea-Alcala               | 1973 | 1983 | 15         | 21     | 6         | 15       | 29 %        |
| 7  | Conchita Martínez                 | 1988 | 2004 | 53         | 91     | 68        | 23       | 75 %        |
| 8  | Cristina Torrens Valero           | 1993 | 2000 | 6          | 6      | 3         | 3        | 50 %        |
| 9  | Gala León García                  | 1996 | 2001 | 5          | 6      | 2         | 4        | 33 %        |
| 10 | Lourdes Domínguez Lino            | 2006 | 2013 | 11         | 15     | 6         | 9        | 40 %        |
| 11 | Magüi Serna                       | 1997 | 2003 | 13         | 21     | 10        | 11       | 48 %        |
| 12 | María Antonia Sánchez Lorenzo     | 1995 | 2006 | 11         | 12     | 4         | 8        | 33 %        |
| 13 | María José Martínez Sánchez       | 2008 | 2011 | 7          | 12     | 7         | 5        | 58 %        |
| 14 | Maria-Victoria Baldovinos-Cibeira | 1974 | 1982 | 8          | 11     | 2         | 9        | 18 %        |
| 15 | Monica Alvarez                    | 1977 | 1980 | 5          | 7      | 2         | 5        | 29 %        |
| 16 | Nuria Llagostera Vives            | 2005 | 2013 | 16         | 24     | 13        | 11       | 54 %        |
| 17 | Sílvia Soler Espinosa             | 2012 | 2015 | 7          | 15     | 6         | 9        | 40 %        |
| 18 | Virginia Ruano Pascual            | 1992 | 2007 | 31         | 34     | 15        | 19       | 44 %        |